# Zygonychidium gracile
Zygonychidium
Genre
Espèce
Zygonychidium gracile, unique représentant du genre Zygonychidium, est une espèce de libellules de la famille des Libellulidae (sous-ordre des Anisoptères, ordre des Odonates).

## Répartition et habitat
Zygonychidium gracile se rencontre dans une section du fleuve Bandama en Côte d'Ivoire,. Cette libellule est présente près des rivières ombragées et probablement souvent où sont présentes des racines submergées, des rochers et/ou un fond sableux et ce probablement aux altitudes proches de 300 m.

## Classification
Le genre Zygonychidium et l'espèce Zygonychidium gracile ont été décrits en 1970 par Roger P. Lindley (d),.

## Publication originale
- (en) Roger P. Lindley, « On a new genus and species of libellulid dragonfly from the Ivory Coast », The Entomologist, Londres, vol. 103,‎ 1970, p. 77-83 (ISSN 0013-8878, OCLC 7322611, lire en ligne).